# Pardillana limbata
Pardillana limbata är en insektsart som först beskrevs av Carl Stål 1878.  Pardillana limbata ingår i släktet Pardillana och familjen gräshoppor. Inga underarter finns listade i Catalogue of Life.